# Dampvitoux
Dampvitoux é uma comuna francesa na região administrativa de Grande Leste, no departamento de Meurthe-et-Moselle. Estende-se por uma área de 9,19 km². Em 2010 a comuna tinha 57 habitantes (densidade: 6,2 hab./km²).